# NGC 2158
NGC 2158 és un cúmul obert en la constel·lació dels Bessons. Es troba a prop de l'objecte Messier 35, i es creu que tan sols té mil milions d'anys.